# Форман, Фрэнк
Фрэнк Фо́рман (англ. Frank Forman; 23 мая 1875 — 4 декабря 1961) — английский футболист, хавбек. Выступал за футбольные клубы «Дерби Каунти» и «Ноттингем Форест», также провёл девять матчей за национальную сборную Англии.

## Биография
Родился в Астон-он-Тренте (Дербишир) в семье фермера. Играл за любительские футбольные команды «Астон-он-Трент», «Бистон Таун» и «Дерби Таун». Весной 1894 года присоединился к клубу «Дерби Каунти». Провёл за команду 8 матчей.
В декабре 1894 года перешёл в «Ноттингем Форест». Дебютировал за клуб 16 марта 1895 года в матче против «Болтон Уондерерс». В сезоне 1897/98 помог команде дойти до финала Кубка Англии, в котором «Форест» встретился с «Дерби Каунти». Матч завершился победой «Ноттингем Форест» со счётом 3:1.
5 марта 1898 года дебютировал за национальную сборную Англии в матче Домашнего чемпионата против сборной Ирландии, в котором англичане победили со счётом 3:2. 2 апреля того же года сыграл против Шотландии на «Селтик Парк» (победа со счётом 3:1).
В 1899 году Форман провёл все три матча Домашнего чемпионата Великобритании 1899 года. 18 февраля он вышел на поле на «Рокер Парк» в матче против Ирландии, сыграв со своим родным братом Фредом. Англичане победили со счётом 13:2, причём оба брата забили (Фрэнк забил один гол, а Фред — два гола). 20 марта двое братьев сыграли на «Аштон Гейт» против сборной Уэльса (победа англичан со счётом 4:0), а 8 апреля — против сборной Шотландии на «Вилла Парк» (победа англичан со счётом 2:1).
В 1900 году Фрэнк не сыграл за сборную, его место занял Гарри Джонсон из «Шеффилд Юнайтед». Однако в 1901 году он вновь сыграл за сборную Англии, выйдя на позиции центрального хавбека в матче против сборной Шотландии на стадионе «Кристал Пэлас» (ничья 2:2).
В 1902 году Фрэнк провёл два матча за сборную: 22 марта выйдя на поле в качестве капитана в игре против Ирландии (победа со счётом 1:0) и 5 апреля 1902 года против Шотландии (ничья 1:1). Во время игры против шотландцев произошло обрушение трибуны на стадионе «Айброкс», в результате чего погибло 25 человек. Результат матча был аннулирован, его переигровка прошла 3 мая на стадионе «Вилла Парк» и завершилась ничьей (2:2).
2 марта 1903 года Форман провёл свою последнюю (девятую) игру за сборную Англии: это был матч против Уэльса на стадионе «Фраттон Парк», который завершился победой англичан со счётом 2:1.
За «Ноттингем Форест» Фрэнк Форман выступал на протяжении одиннадцати сезонов, сыграв 256 матчей и забив 28 голов во всех официальных турнирах. Последний матч провёл в январе 1906 года, после чего завершил карьеру.
Впоследствии был членом комитета «Ноттингем Форест» вплоть до 1959 года. Работал строительным подрядчиком вместе со своим племянником Гарри Линакром, который был вратарём в «Ноттингем Форест». Также Форман работал мировым судьёй в Уэст-Бриджфорде.

## Достижения
«Ноттингем Форест»
- Обладатель Кубка Англии: 1898

Сборная Англии
- Победитель Домашнего чемпионата Великобритании: 1898, 1899, 1901, 1903 (разделённая победа)